# Herchenberg
Herchenberg ist ein Weiler der Ortsgemeinde Seiwerath im Eifelkreis Bitburg-Prüm in Rheinland-Pfalz.

## Geographische Lage
Herchenberg liegt rund 1,8 km nordöstlich des Hauptortes Seiwerath auf einer Hochebene. Der Weiler ist fast ausschließlich von landwirtschaftlichen Nutzflächen sowie wenigen kleinen Waldgebieten umgeben. Südlich der Siedlung fließt der Dippchesbach, ein Ausläufer des Sahlbaches.

## Geschichte
Zur genauen Entstehungsgeschichte des Weilers liegen keine Angaben vor.
Bekannt ist, dass sich wenig nordwestlich des heutigen Weilers in der Zeit um 1850 ein Trigonometrisches Signal befand. Hierbei handelte es sich um ein Holzgerüst, welches zum Zweck der Vermessung genutzt wurde.

## Naherholung
In der Region um Herchenberg befinden sich mehrere Wanderwege, die unter anderem durch die Weiler Schartzberg und Dürrbach führen. Der nächstgelegene Wanderweg findet seinen Ausgangspunkt im Dürrbachtal. Die Wanderung führt zur Hertha-Quelle, dem Hochmoor bei Hersdorf und der Kaisereiche von Seiwerath. Weitere Highlights am Weg sind das Totengedächtnis für Nikolaus Schott sowie der Schönecker-Gemeindewald.
Siehe auch: Liste der Naturdenkmale in Seiwerath

## Wirtschaft und Infrastruktur

### Unternehmen
In Herchenberg wird ein Ferienhaus betrieben.

### Verkehr
Es existiert eine regelmäßige Busverbindung.
Herchenberg ist durch eine Gemeindestraße erschlossen. Nordwestlich des Weilers verläuft die Landesstraße 10.